# Mouchoir rouge de Cholet
Pour l’article homonyme, voir Mouchoir Rouge.

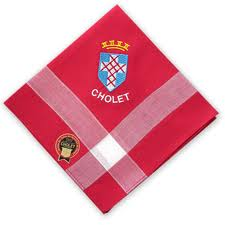
Le mouchoir rouge de Cholet, tel que porté par les gymnastes de la Jeune-France de Cholet.

Le mouchoir rouge de Cholet est un mouchoir tissé de couleurs rouge et blanche, créé en référence à la chanson de Théodore Botrel intitulée Le mouchoir rouge de Cholet (1897) et rendant hommage aux Vendéens. 
Initialement perçu comme un symbole contre-révolutionnaire, il devient aussi avec le temps un emblème de la ville de Cholet.

## Historique

### Création

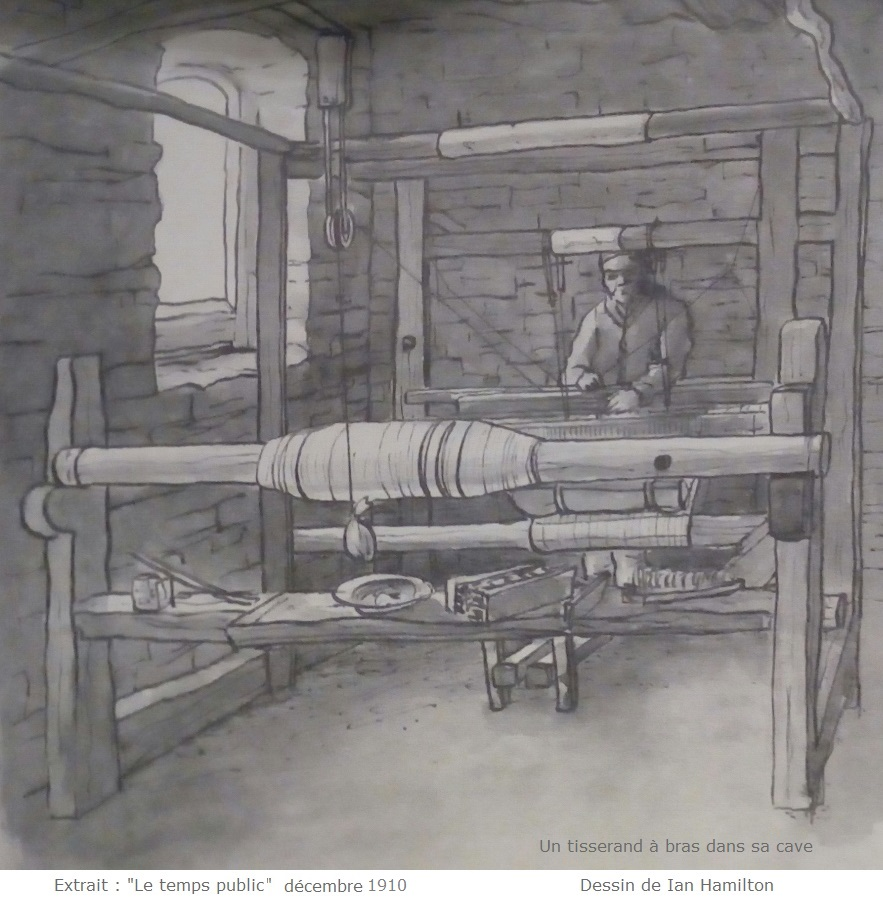
Métier à tisser avant l'industrialisation.

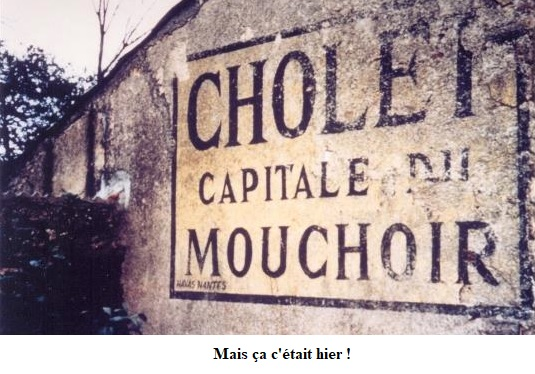
Vestige d'une publicité peinte sur une maison aux environs de cholet.

Connue pour ses toiles, la ville de Cholet se tourne vers la fabrication de mouchoirs dès 1736. Tissés en lin ou en coton, ils sont alors blancs avec d'éventuelles variantes, comme des bordures ou des carreaux blancs ou bleus. La manufacture connaît son apogée au XIXe siècle.
Depuis les bords du Layon, jusqu'à la Sèvre Nantaise, le textile ne cesse de se développer dans cette région pendant tout le XVIIIe siècle : tisserands, fabricants, manufacturiers, négociants se multiplient à Cholet et dans les paroisses environnantes. L'insurrection de 1793 fait de Cholet un lieu majeur de confrontation qui, en trois ans de guerre civile, anéantit cette activité devenue florissante. Au début du XIXe siècle, les affaires reprennent, avec des aides de l'État et la dynamique des entrepreneurs (les Onze associés). Cholet s'agrandit et devient une ville bourgeoise composée de manufacturiers et de négociants mais aussi de quartiers populaires avec les typiques maisons de tisserands — dits à la cave — qui continuent de s'accroître également dans tous les villages alentour. La maison traditionnelle du tisserand est construite sur une cave à demi-enterrée. Y trône le métier à tisser, que l'on se lègue de père en fils. Les bâtisses sont orientées vers le sud pour accueillir par le soupirail la lumière du soleil. Plutôt insalubre, l'humidité de la cave, en terre battue, assure la souplesse du fil à travailler.
Le 29 avril 1900, lors du concert annuel de l'orphéon local, Théodore Botrel chante pour la première fois Le mouchoir rouge de Cholet, chanson commandée trois ans plus tôt par des cercles royalistes, en hommage aux Vendéens. La chanson a pour thème la deuxième bataille de Cholet, survenue le 17 octobre 1793. L'historien Jean-Joseph Chevalier explique : « Henri de La Rochejaquelein porte alors un mouchoir blanc à filets rouges autour de son cou. Le tissu le transforme en cible privilégiée face à la mitraille des républicains mais il refuse de l'enlever. Botrel a alors rendu hommage à cet acte de bravoure ». L'artiste l'attribue toutefois, sans doute pour la rime, au général de Charette. Profitant du succès de la chanson, l'industriel Léon Maret crée le mouchoir décrit dans l'œuvre de Botrel, le rouge symbolisant le sang des Vendéens et le blanc leur légitimisme. Il en envoie ensuite plusieurs modèles au chanteur qui en fait la publicité. La ville et l'industrie choletaise deviennent ainsi connues dans toute la France au travers de ce symbole.

### La matière première
Le coton : « cette fibre venue d'ailleurs, devenue indispensable pour la fabrication des toiles et des mouchoirs, entraîne la disparition des fileuses. Devenu surtout un travailleur à façon, le tissage à bras devient entièrement tributaire des fournisseurs et des négociants ». La question du tarif reste crucial, c'est cette question essentielle qui est au cœur des émeutes constantes qui secoueront l'Anjou, la Vendée et le Pays Maugeois de 1840 aux premières années 1900.

### Les machines à filer et à tisser
L'introduction des premières machines a changé les conditions de travail « Le progrès technique est à la fois une avancée qui libère, améliore l'existence humaine, mais c'est aussi une machine qui avance froidement et écrase avec aveuglement la vie de travail d'hommes et de femmes impuissants ».
Les traces de correspondances de marchands-fabricants choletais, dans les archives publiques restent assez rares ; toutefois un lot exceptionnel de 103 lettres datées de 1823 à 1840 ont fait l'objet d'une recherche  par Jean-Joseph Chevalier. Elle relate trois tentatives d'ascension sociale au temps de la révolution industrielle.

### Les grèves dans le textile

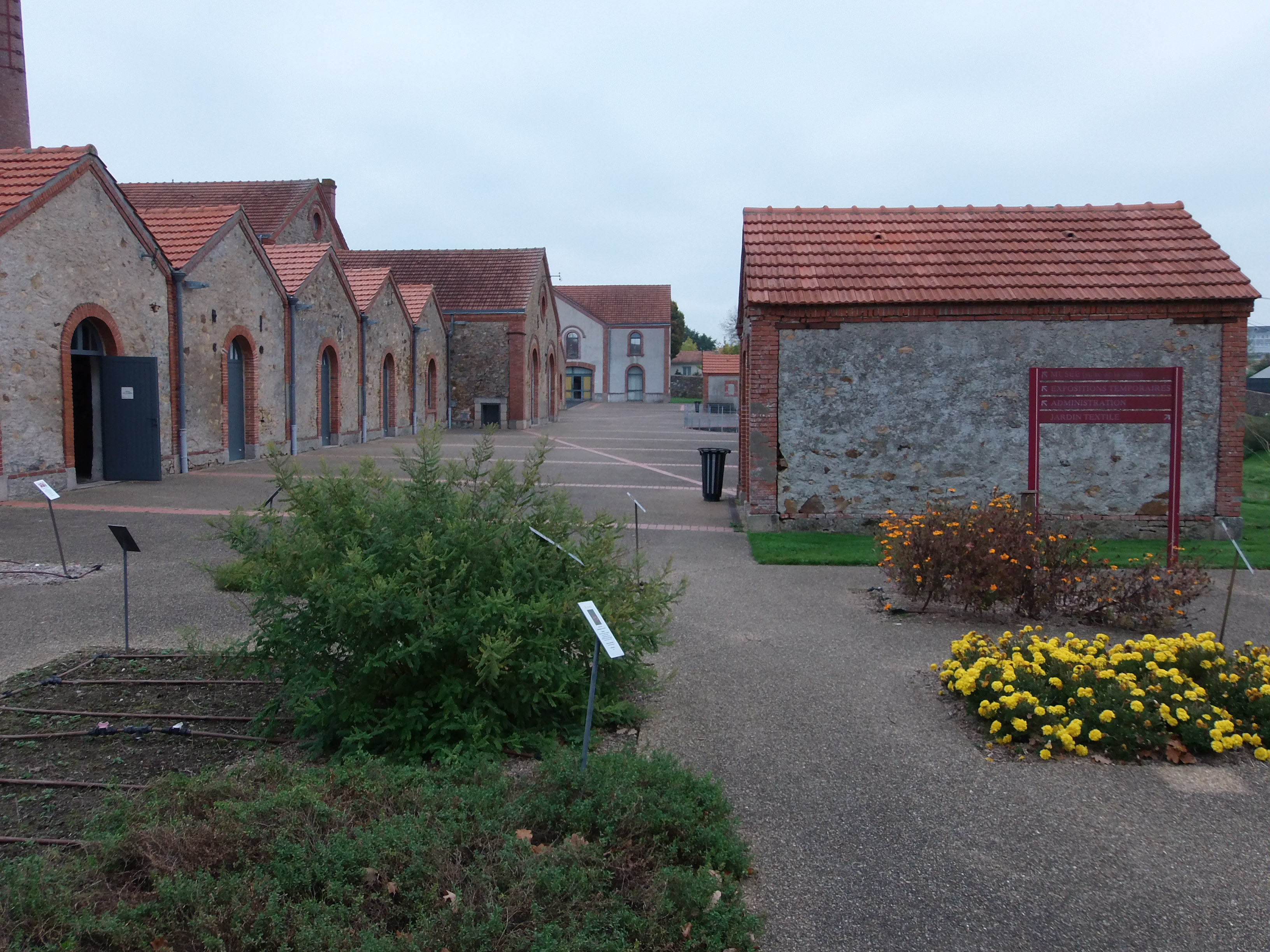
Musée du textile à Cholet.

Les plus marquantes, celles de 1904 (les tarifs  datent de 1886), puis celle de 1910, qui va durer du 9 avril à la fin septembre, englobent toutes les spécialités :  tisseurs, blanchisseurs, pareurs, piqueuses, ourdisseuses, monteurs de chaîne, fileurs, teinturiers, chauffeurs, mécaniciens et les tisseurs à la main de la région de Cholet. Mille cinq cents grévistes parcourent dans le calme les rues de la ville. Le 24 septembre, le sous-préfet tente une médiation. Le 28, une lettre est envoyée au ministre de l'Intérieur, pour annoncer la décision à regret des ouvriers de cesser le travail. Le 14 octobre, le maire républicain Marie-Baudry, prend position en faveur des grévistes. Un accord pour les tisserands à la main s'aligne sur le tarif de 1896. Pour le tissage mécanique rien ne bouge. Se mêlent deux enjeux : le renouvellement du tarif et la question du doublement des métiers à conduire dans l'industrie par ouvrier. On compte quelque six mille grévistes à Cholet et autant dans les environs. La troupe à la caserne du 7/7 est consignée et des renforts arrivent d'Angers. Le juge de paix du canton invite les patrons et les ouvriers à recourir à la conciliation prévue par la loi du 27 décembre 1892.

### Popularité
Dans les deux premières décennies du XIXe siècle, le mouchoir rouge n'est pas conçu pour être un accessoire d'hygiène mais préfigure le produit dérivé d'un succès musical. Il apparait par exemple sur des milliers de cartes postales promouvant la chanson de Botrel mais, petit à petit, il supplante le mouchoir de Cholet originel.

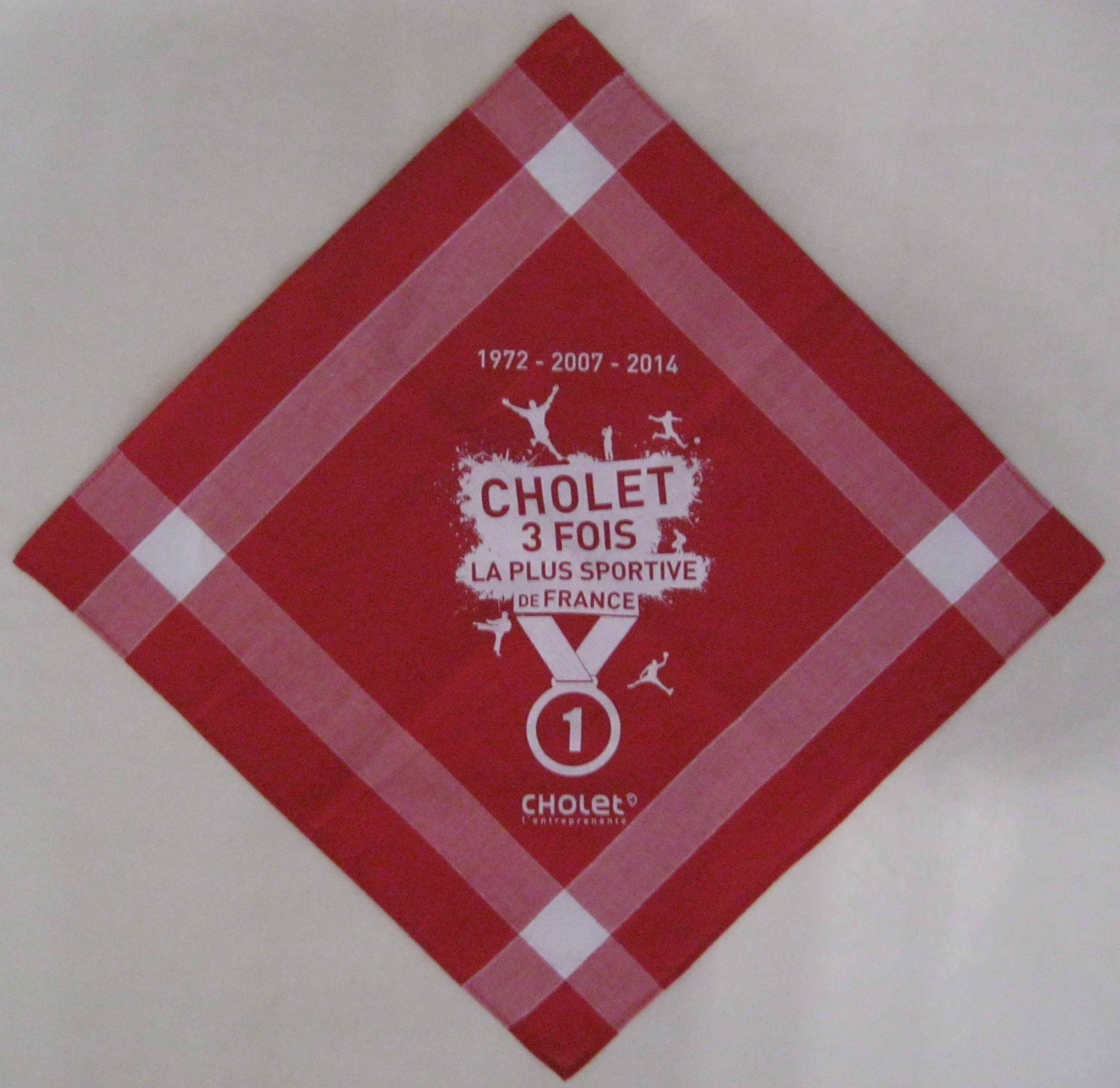
Cholet ville la plus sportive de France.

Initialement perçu comme un symbole contre-révolutionnaire, la Jeune-France de Cholet est en janvier 1923 la première association locale à l'utiliser comme article de lien et de reconnaissance de son appartenance à la cité choletaise. Selon Jean-Joseph Chevalier, le mouchoir est ensuite perçu de manière plus consensuelle et devient moins un symbole vendéen qu'un symbole de la commune. Il explique : « C'est un cas unique d'appropriation spontanée et collective. Lors d'une visite d'une délégation, pour les cérémonies sportives ou culturelles, on offre un mouchoir rouge. Les entreprises le font imprimer puis les familles choletaises, pour marquer un mariage, des fiançailles, un anniversaire. 
Début août 1960, la ville de Cholet est officiellement intronisée capitale du mouchoir.
Lorsque Maurice Ligot devient maire de Cholet en 1965, il utilise le mouchoir rouge pour la communication municipale. Le produit se banalise. Entre 1975 et 1985, on le voit partout. Le dernier fabricant, les établissements Turpault, en réalisait encore 40 000 douzaines par an, jusqu'en 2003. La Ville en a préservé la fabrication, en conservant un atelier de tissage au Musée du textile », ouvert au public le 25 mars 1995.
Le 19 février 1984 à Rome, à l'occasion de la béatification des quatre-vingt-dix-neuf martyrs d'Angers, le pape Jean-Paul II brandit un mouchoir rouge en déclarant : « Je suis un chouan, moi aussi ».
En 2014 la ville de Cholet reçoit le trophée du challenge de la ville la plus sportive de France pour la troisième fois et le mouchoir rouge en devient un support promotionnel.
En 2018, un tissage spécial du mouchoir de Cholet est effectué en couleur jaune pour marquer le passage du Tour de France cycliste à Cholet qui reçoit une étape contre-la-montre par équipes le 9 juillet 2018.